# Johan Skjoldborg

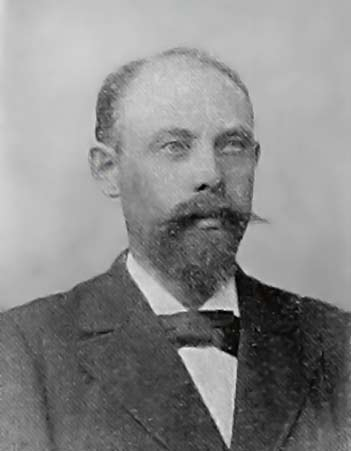
Johan Skjoldborg

Johan Martinus Nielsen Skjoldborg, född 27 april 1861 i Øsløs vid Thisted, död 22 februari 1936 i Løgstør, var en dansk författare.

## Biografi
Han föddes i Øsløs och gick först i handelsskola i Nibe och utbildade sig därefter till lärare på seminariet i Ranum där han utexaminerades 1881. Då Skjoldborg fyllt 22 år gifte han sig  med lärarinnan Mariane Dorothea Nielsen som avled 1900. Två år därefter gifte han om sig med Louise Abenth. Deras samliv har skildrats av Johannes Buchholtz i boken "Vanda Venzel".

## Utmärkelser
1934 uppsattes en staty av författaren i Mølleparken vid Århus Folkebibliotek med inskriptionen: Johan Skjoldborg, Husmændendes Digter. Du kendte vort Liv og forstod det.
Flera gator och vägar i Danmark har uppkallats efter Johan Skjoldborg: Johan Skjoldborg vej i Bredsten, Johan Skjoldborgs vej i Aalborg, Horsens, Skanderborg och Sønderborg samt Skjoldborgs Alle i Søborg i Gladsaxe kommun.